# Campeonato Brasileiro Série A 2013
Campeonato Brasileiro Série A 2013 är 2013 års säsong av den högsta nationella serien i Brasilien. Totalt deltar 20 lag i serien och alla lag möter varandra två gånger, en gång på hemmaplan och en gång på bortaplan, vilket innebär 38 omgångar. Serien spelas mellan maj och december 2013. De fyra främsta lagen kvalificerar sig för Copa Libertadores 2014, dessutom får vinnaren av Copa do Brasil 2013 en plats till Copa Libertadores.

## Kvalificering till internationella turneringar
För 2013 tillsattes lagen till Copa Sudamericana genom Copa do Brasil 2013 och inte genom föregående års Série A. Inte heller denna säsong kvalificerar lag till kommande Copa Sudamericana-turneringar. Den högsta nationella serien i Brasilien kvalificerade däremot lag till Copa Libertadores 2014.
- Copa Libertadores 2014
  - Vinnare av Copa Libertadores 2013: Atlético Mineiro
  - Vinnaren av Copa do Brasil 2013: Flamengo
  - Vinnaren av Série A: Cruzeiro
  - Tvåan i Série A: Grêmio
  - Trean i Série A: Atlético Paranaense
  - Fyran i Série A: Botafogo

## Tabell
Totalt 20 lag deltar och alla lag möter de andra lagen två gånger - hemma och borta - vilket ger totalt 38 matcher per lag. De fyra främsta lagen kvalificerar sig för Copa Libertadores 2014 tillsammans med vinnaren av Copa do Brasil 2013, Flamengo. Atlético Mineiro är automatiskt kvalificerade för turneringen eftersom de vann Copa Libertadores 2013. Om Atlético Mineiro och/eller Flamengo 2013 hamnar bland de fyra första platserna, tar även det femte- och sjätteplacerade laget en plats i Copa Libertadores; om enbart ett av lagen hamnar bland de fyra främsta, tar det femteplacerade laget platsen.
| Nr | Lag                 | S  | V  | O  | F  | GM | IM | MS  | P  |
| -- | ------------------- | -- | -- | -- | -- | -- | -- | --- | -- |
| 1  | Cruzeiro            | 38 | 23 | 7  | 8  | 77 | 37 | +40 | 76 |
| 2  | Grêmio              | 38 | 18 | 11 | 9  | 42 | 35 | +7  | 65 |
| 3  | Atlético Paranaense | 38 | 18 | 10 | 10 | 65 | 49 | +16 | 64 |
| 4  | Botafogo            | 38 | 17 | 10 | 11 | 55 | 41 | +14 | 61 |
| 5  | Vitória             | 38 | 16 | 11 | 11 | 59 | 53 | +6  | 59 |
| 6  | Goiás               | 38 | 16 | 11 | 11 | 48 | 44 | +4  | 59 |
| 7  | Santos              | 38 | 15 | 12 | 11 | 51 | 38 | +13 | 57 |
| 8  | Atlético MineiroCL  | 38 | 15 | 12 | 11 | 49 | 38 | +11 | 57 |
| 9  | São Paulo           | 38 | 14 | 8  | 16 | 39 | 40 | −1  | 50 |
| 10 | Corinthians         | 38 | 11 | 17 | 10 | 27 | 22 | +5  | 50 |
| 11 | FlamengoCB          | 38 | 12 | 13 | 13 | 43 | 46 | −3  | 49 |
| 12 | Coritiba            | 38 | 12 | 12 | 14 | 42 | 45 | −3  | 48 |
| 13 | Bahia               | 38 | 12 | 12 | 14 | 37 | 45 | −8  | 48 |
| 14 | Internacional       | 38 | 11 | 15 | 12 | 51 | 52 | −1  | 48 |
| 15 | Criciúma            | 38 | 13 | 7  | 18 | 49 | 63 | −14 | 46 |
| 16 | Fluminense          | 38 | 12 | 10 | 16 | 43 | 47 | −4  | 46 |
| 17 | Portuguesa1         | 38 | 12 | 12 | 14 | 50 | 46 | +4  | 44 |
| 18 | Vasco da Gama       | 38 | 11 | 11 | 16 | 50 | 61 | −11 | 44 |
| 19 | Ponte Preta         | 38 | 9  | 10 | 19 | 37 | 55 | −18 | 37 |
| 20 | Náutico             | 38 | 5  | 5  | 28 | 22 | 79 | −57 | 20 |

1: Portuguesa fick 4 poängs avdrag för att ha använt en avstängd spelade i en match mot Grêmio.

CB: Kvalificerade till Copa Libertadores som vinnare av Copa do Brasil 2013.

CL: Kvalificerade till Copa Libertadores som vinnare av Copa Libertadores 2013.

Färgkoder:
     – Brasilianska mästare och kvalificerade för Copa Libertadores 2014.

     – Kvalificerade för Copa Libertadores 2014.

     – Nedflyttade till Série B 2014.